# Vocalconsort Berlin
Das Vocalconsort Berlin wurde 2003 gegründet. Der Chor ist ein Zusammenschluss freischaffender professioneller Sängerinnen und Sänger. Je nach Anforderung tritt der Chor in unterschiedlicher Anzahl und Zusammensetzung auf, a cappella, mit kleiner instrumentaler Begleitung, aber auch mit großen Orchestern.
In den Berliner Spielstätten (Philharmonie, Konzerthaus, Staatsoper Unter den Linden, Komische Oper, Radialsystem) war der Chor ebenso zu Gast wie in Konzerthäusern im Ausland. Das Vocalconsort war auf Musikfestivals in Europa vertreten, hatte aber auch Auftritte in Nord- und Südamerika, Asien und Australien.

## Zusammenarbeit
Das Vocalconsort hat keinen Chefdirigenten, sondern arbeitet projektweise mit unterschiedlichen Dirigenten zusammen, besonders regelmäßig mit künstlerischen Partnern wie Daniel Reuss, Marcus Creed, Barrie Kosky, David Cavelius, Folkert Uhde und Sasha Waltz.

## Diskografie
- 2008 – Hugo Distler – Geistliche Chormusik op. 12, Die Sonne sinkt von hinnen, Nun ruhen alle Wälder, Weihnachtsgeschichte op. 10
- 2009 – Johannes Calvin – Genfer Psalter – Paul Siefert – Jakob van Eyck – Claude Goudimel – Jan Pieterszoon Sweelinck – Felix Mendelssohn Bartholdy
- 2009 – Georg Friedrich Händel – ODE for the birthday of QUEEN ANNE, HWV 74 – Dixit Dominus, HWV 232
- 2010 – Georg Friedrich Händel – Athalia
- 2011 – Johann Sebastian Bach – Motetten
- 2013 – Carlo Fürst Von Venosa Gesualdo – Sacrae Cantiones Liber Secundus
- 2015 – Orlando di Lasso – Prophetiae Sibyllarum
- 2016 – Sven Helbig – I EAT the SUN and DRINK the RAIN
- 2016 – The Allegory of Desire
- 2020 – Pascal Dusapin – Passion – Oper in italienischer Sprache

## Auszeichnungen
2008 erhielt das Vocalconsort Berlin den „Preis der Deutschen Schallplattenkritik“ für die CD „Hugo Distler“.
Für die Aufnahme des zweiten Buchs von Gesualdos „Sacrae Cantiones“ unter James Wood wurde das Vocalconsort Berlin mit dem ECHO Klassik 2013 ausgezeichnet.